# Богоя Фотев
Богоя (Благоя) Наумов Фотев (на македонска литературна норма: Богоја (Благоја) Фотев) е политик от Република Македония.

## Биография
Роден е в 1900 година в преспанското село Герман, което тогава е в Османската империя. Син е на преспанския войвода от ВМОРО Наум Фотев Геровски. През септември 1914 г. се преселва в битолското село Бистрица със семейството си. През 1924 г. заминава да припечели нещо в САЩ, където остава две години в Мичиган, Илинойс, Охайо и Пенсилвания. През 1933 г. на общински избори в село Буково влиза в кандидатската листа за общински съветници, но властта му попречва да спечели. Присъединява се към организацията МАНАПО.
Става член на комунистическата партия и основава местния комитет на КПЮ в Битоля. През 1940 г. след провала на битолската организация Фотев е осъден на пет години затвор. След окупацията на Югославия е вкаран в затвора в Сремска Митровица, където заедно с другите затворници организира бягство от затвора. След това се връща в Бистрица и става член на комунистическата съпротива. Влиза във Фрушкогорския партизански отряд. При опит да навлезе в Македония е арестуван от българската полиция, но през юли 1942 г. е освободен поради недостиг на доказателства. През лятото на 1943 г. е затворен повторно и интерниран в България. Връща се в Македония в края на 1943 година. След това постъпва в Първа македонско-косовска бригада.
През 1944 г. взима участие на Първото заседание на АСНОМ. Избран е за член на Президиума на АСНОМ, като пръв повереник (комисар) по финансите, после по земеделието на Социалистическа република Македония. Избран е за министър на земеделието и горите през 1945 г. След оставката на Методи Андонов-Ченто е избран за председател на Президиума и остава на този пост между 1947 и 1950 година.
След Резолюция на Информбюро за ЮКП от 1948 година Фотев започва да се колебае между съветската и югославската позиция и при опит да бъде арестуван прави неуспешен опит за самоубийство. Изпада в немилост пред партийното ръководство на Лазар Колишевски и е пенсиониран.
На своя 90-и рожден ден през 1990 г. е реабилитиран политически и става член на Македонската комунистическа партия.